# Parafia Niepokalanego Poczęcia Najświętszej Maryi Panny w Wałbrzychu
Parafia Niepokalanego Poczęcia Najświętszej Maryi Panny w Wałbrzychu – znajduje się w dekanacie wałbrzyskim północnym w diecezji świdnickiej. Była erygowana w XX w. Jej proboszczem jest ks.  kanonik gremialny Wałbrzyskiej kapituły kolegiackiej Władysław Terpiłowski. 
Od 11 maja 2009 do 2 września 2024 parafia była  siedzibą dekanatu Wałbrzych-Północ, a jej proboszcz pełnił w tym czasie urząd  dziekana tegoż dekanatu.